# Psycho IV: The Beginning
Psycho IV: The Beginning is een televisiefilm uit 1990. De film speelt zich af na de eerste Psycho-film, maar bevat veel terugblikken over de gebeurtenissen uit de kinder- en jeugdjaren van Norman Bates. Daarom is de film meteen ook een voorgeschiedenis bij de eerste Psycho-film. De hoofdrollen werden vervuld door Anthony Perkins, Henry Thomas, Olivia Hussey en CCH Pounder. Het verhaal werd geschreven door Joseph Stefano, die ook het scenario schreef voor de eerste Psycho-film.
Het verhaal in deze film is niet consistent met de eerder onsuccesvolle televisiefilm Bates Motel uit 1987, noch met de geprezen televisieserie Bates Motel uit 2013. Daarnaast zijn er ook onregelmatigheden met de verhaallijnen uit de andere films.

## Verhaal
Fran Ambrose is presentatrice van een radioprogramma. Ze wordt bijgestaan door psychiater Dr. Richmond. Het onderwerp van vanavond is moedermoord. Plots krijgt ze telefoon van Norman Bates, die zich voorstelt als Ed.
Ed vertelt dat hij in het verleden zijn moeder heeft vermoord en dat hij nu noodgedwongen opnieuw iemand moet vermoorden. Ook zegt hij dat hij ooit een moord moest plegen omdat een meisje seks met hem wilde hebben. Na enkele andere moorden kwam hij uiteindelijk terecht in een psychiatrische instelling. Daar heeft hij kennisgemaakt met een verpleegster, Connie genaamd, met wie hij ondertussen is getrouwd. Dankzij een rehabilitatie-programma is hij ondertussen terug vrij.
De rest van de film bestaat grotendeels uit terugblikken uit de jaren 1940 tot 1950. De fragmenten worden in de film in een niet-chronologische volgorde getoond.
Norman is ongeveer achttien jaar wanneer een meisje van zijn leeftijd aan het motel komt. Ze nodigt Norman uit om mee naar het vuurwerk te kijken. Norman zegt dat hij niet kan omdat hij het motel moet openhouden. Zijn moeder ligt momenteel ziek in bed. Daarop verleidt het meisje Norman. Omdat ze geen seks wil in het kantoor van het motel, betreedt ze het huis wanneer Norman even weg is. Norman vindt haar daar en ze beslissen om naar zijn kamer te gaan. Het meisje kleedt zich uit en gaat naakt in bed liggen. Norman zegt dat hij even gaat checken bij zijn moeder om te zien of ze wel echt slaapt. Zij heeft echter de voetstappen gehoord en weet dat Norman een meisje in het huis heeft gesmokkeld. Ze is van mening dat ze zo snel mogelijk moet verdwijnen of moet worden gedood en dat de attributen in de ingemaakte kast liggen. Norman gaat in de kast. Even later komt het meisje binnen: ze vermoedt dat Normans moeder niet thuis is en dat hij in haar bed ligt. Ze trekt het laken weg en ziet een mummie. Daarop komt Norman uit de kast: hij draagt vrouwenkleren en een pruik en doodt het meisje met een groot mes.
Vervolgens hangt Norman de telefoon op. Fran Ambrose doet hem een oproep om terug te bellen, wat Ed even later ook doet.
Hij vervolgt zijn verhaal met een andere moord. Enige tijd later zat hij aan het motel in de auto met een andere vrouw. Ook zij trachtte hem te verleiden. Norman moest even in het huis om iets te halen. De vrouw hoort een ruzie tussen Norman en zijn moeder. Even later vermoordt moeder de vrouw. Ze steekt het lijk in de auto en dumpt deze in het moeras.
Dr. Richmond begint te vermoeden dat Ed in werkelijkheid weleens Norman Bates zou kunnen zijn. Wanneer hij vragen begint te stellen aan Ed, hangt deze laatste terug op. Dr. Richmond stelt voor om de plaats van de oproep te traceren of om reporters in te schakelen om na te gaan waar Norman Bates woont en waar zijn vrouw Connie werkt. Hij is van mening dat Norman Bates weleens werkelijk van plan zou kunnen zijn om Connie te vermoorden. Zijn waarschuwingen worden genegeerd en uiteindelijk wordt Dr. Richmond uit de studio gezet. Hij waarschuwt Fran Ambrose dat zij verantwoordelijk is, wanneer Norman effectief terug aan het moorden gaat.
Even later belt Ed terug naar de studio. Toen hij vijf jaar oud was, stierf zijn vader na een aantal bijensteken. Na zijn dood bleven Norma en Norman alleen achter in het grote huis, volledig geïsoleerd van de buitenwereld. Hoewel Norman zijn moeder Norma omschrijft als een lieve, mooie vrouw zegt hij dat ze soms ook zonder aanleiding vreemd uit de hoek kon komen: haar mentaliteit en gedrag kon plots volledig omdraaien. Dit zou kunnen vermoeden dat ze leed aan schizofrenie en borderline. Zo slaat ze haar zoon herhaaldelijk wanneer blijkt dat de nieuwe snelweg niet naast hun motel loopt, maar even verderop. De reden van het slaan is gewoonweg omdat er niemand anders is waarop ze haar frustratie kan uitwerken.
Norma eiste haar zoon volledig op: hij moest haar troosten en beschermen. Het kwam meermaals voor dat Norman nog tijdens zijn (late) tienerjaren halfnaakt bij zijn moeder in bed moest slapen omdat ze anders bang was. Van incest was er volgens Norman nooit sprake geweest. Tijdens die late tienerjaren ontmoet Norma de eerder brutale Chet Rudolph. Hij helpt met de renovatie en financiering van het motel.
Wanneer Chet tijdens een nacht niet aanwezig is, is er een zwaar onweer. Norma eist dat Norman bij haar komt slapen. Wanneer Norma haar zoon wil knuffelen, krijgt hij plots een erectie en vlucht hij naar zijn kamer. Zijn moeder, die nog niet doorheeft dat hij een erectie had, komt woedend binnen en vindt dat het onaanvaardbaar is dat hij zomaar wegloopt. Ze stelt Norman allerlei vragen of hij haar nog graag ziet, of hij haar nog mooi vindt. Daarop vindt ze in zijn kamer een licht pornografisch boekje. Norma gaat nu volledig uit haar dak: haar zoon mag geen seks hebben, want dat is een zonde. Norman moet in onderbroek door het natte weer om het boekje weg te gooien. Onmiddellijk daarna staat zijn moeder bij hem buiten en biedt hem vriendelijk een regenjas aan alsof er daarvoor niets gebeurd was.
Enige tijd later gebeurt er iets gelijkaardigs waardoor Norman weer een erectie krijgt. Nu heeft zijn moeder het wel door. Ze is kwaad en zegt dat zijn penis enkel en alleen dient om te urineren en het zou beter zijn geweest dat hij een meisje was. Daarop doet ze Norman een vrouwenkleed aan, bewerkt hem met lippenstift en sluit hem op in een kast. Even later staat ze terug poeslief bij hem met ijsthee en doet alsof er niets is gebeurd.
Later maakt Norma haar zoon het verwijt dat hij beter niet was geboren. Volgens haar heeft ze tijdens de bevalling een beschadiging opgelopen waardoor ze een lichte vorm heeft van urine-incontinentie. Ook had ze veel bloedverlies waardoor ze bijna was gestorven in het kraambed. Ze is van mening dat Norman de oorzaak is waarom zij destijds bijna was gestorven en nu verminkt is. Dit is iets wat ze hem nooit zal vergeven. Ook mag Norman nooit vergeten dat hij genen draagt van zijn moeder Norma en dat ze hierdoor met elkaar voor eeuwig-en-altijd blijven verbonden.
Gezien Norma wel seks heeft met Chet en haar liefde en aandacht nu eerder naar hem uitgaat dan naar Norman, wordt deze laatste jaloers. Chet daagt Norman uit voor een bokswedstrijd, maar Norman doet niet echt actief mee. Wanneer Chet hem op de grond slaat en Norman een bloedneus heeft, staat zijn moeder erbij te lachen en neemt het eerder op voor Chet dan voor hem. Norman krijgt een serieus minderwaardigheidscomplex en vindt zich eerder het knechtje van zijn moeder. Daarom beslist hij om strychnine te mengen in de ijsthee waarop Norma en Chet langzaam sterven. Omwille van de strychnine was het haar van Norma uitgevallen en droeg ze tijdens haar begrafenis een pruik.
Uit wroeging van deze moord en het feit dat hij zijn moeder niet kan missen (en omgekeerd) steelt hij het lijk. Aangezien Norman een hobby had als preparateur, besloot hij om het lichaam van zijn moeder te conserveren. De lijkkist vulde hij op moet oude boeken.
Na de begrafenis beslist Norman om het motel open te houden. Hij ontwikkelt een dissociatieve identiteitsstoornis en doet de kleren en pruik van zijn moeder aan wanneer hij haar mist. Later begon hij in zijn hoofd conversaties te doen met zijn moeder en nog later antwoordde hij hierop met een aangepaste stem. Het komt zover dat "Norma" de overhand neemt en acties uitvoert die Norman zichzelf later maar amper herinnert. Ook aanziet hij de mummie van Norma als een levende persoon die hij nog moet verzorgen en die hem constant bevelen geeft.
Ondertussen heeft Ed al vermeld dat hij in werkelijkheid Norman Bates is. Zijn vrouw Connie is tegen zijn wil in zwanger. Zij is stiekem gestopt met de anticonceptiepil. Dat is de reden waarom Connie dood moet. Daarna wijst Norman Fran Ambrase erop dat het 22:00 uur is en dat het programma is afgelopen. Vervolgens haakt hij in.
In de volgende scène krijgt Connie in het ziekenhuis telefoon. Het is Norman die haar vraagt om naar het oude huis van zijn moeder te gaan. Daar tracht hij haar te vermoorden: aangezien hun kind ook zijn genen draagt (en die genen ook nog eens de genen van zijn moeder Norma dragen), zal hun kind later dezelfde psychische stoornissen krijgen en dus ook een monster worden. Connie kan hem overtuigen dat dit niet zo zal zijn en vergeeft hem zijn moordpoging. Daarop beslist Norman dat hij voorgoed moet breken met zijn verleden en steekt hij het huis in brand. Hij krijgt nog enkele hallucinaties waarin hij zijn slachtoffers in de vlammen ziet.
Hij en Connie vertrekken de volgende dag. Norman verklaart voor zichzelf dat hij eindelijk verlost is van zijn moeder. Dan richt de camera zich op de deuren van de kelder waar moeder roept om haar te komen bevrijden, wat wordt opgevolgd door een schreeuwende baby.

## Rolverdeling
| Acteur          | Personage              |
| --------------- | ---------------------- |
| Anthony Perkins | volwassen Norman Bates |
| Henry Thomas    | jonge Norman Bates     |
| Olivia Hussey   | Norma Bates            |
| CCH Pounder     | Fran Ambrose           |
| Warren Frost    | Dr. Leo Richmond       |
| Donna Mitchell  | Connie Bates           |
| Thomas Schuster | Chet Rudolph           |
| Sharen Camille  | Holly                  |
| Bobbi Evors     | Gloria                 |
| John Landis     | Mike Calvecchio        |
| Kurt Paul       | Raymond Linette        |

## Productie
Psycho IV: The Beginning werd gefilmd in de Universal Studios Florida te Orlando (Florida) van 4 juni tot 13 juli 1990. De voorgevel van het Bates Motel en het nabijgelegen huis dienden opnieuw geconstrueerd te worden.

## Vervolg
Er was nog een vijfde film gepland met de titel Psycho V of Son of Psycho (Zoon van Psycho). Er werd nooit aan een scenario begonnen. Wel kwam in 1998 een remake door Gus van Sant uit, ook als Psycho. Deze volgt de eerste Psycho-film zeer nauwgezet, maar in kleur in plaats van zwart-wit.

## Scenario
Joseph Stefano, die het scenario schreef voor deze film en de eerste Psycho, hield geen rekening met Psycho II en Psycho III. Hij vond deze films te commercieel en te veel elementen bevatten van een slasher-film. In zijn ogen was Psycho IV een rechtstreeks vervolg op Psycho. Men kan ook aannemen dat Psycho II en Psycho III gebeurden na Psycho IV. In deze visie komt Norman in Psycho IV voor de eerste keer vrij en wordt hij voor de tweede keer geïnterneerd na Psycho III. Dit verklaart dan ook meteen waarom alle elementen uit het tweede en derde deel zijn verdwenen. Anderen zijn dan weer van mening dat door het negeren van deze delen een groot deel van de Psycho mythologie is verdwenen

## Inconsistente elementen
- Volgens Psycho II vermoorde Emma Spool de vader van Norman omdat zij verliefd op hem was, maar deze laatste trouwde met haar zuster Norma. In Psycho IV sterft de vader van Norman na een aantal bijensteken.
- Volgens de televisiefilm Bates Motel uit 1987 stierf Norman in de psychiatrische instelling, terwijl hij in deze film springlevend blijkt te zijn.
- In de serie Bates Motel uit 2013 verlopen de tienerjaren van Norman totaal anders.